# Princess Kara
Princess Kara (* 2. Juni 2000 in Port Harcourt) ist eine nigerianische Leichtathletin, dei sich auf den Diskuswurf spezialisiert hat.

## Sportliche Laufbahn
Erste internationale Erfahrungen sammelte Princess Kara 2019 bei den Juniorenafrikameisterschaften in Abidjan, bei denen sie mit neuem Meisterschaftsrekord von 50,04 m die Goldmedaille gewann. Ende August nahm sie erstmals an den Afrikaspielen in Rabat teil und belegte dort mit einer Weite von 49,85 m den fünften Platz. 2020 zog sie in die Vereinigten Staaten und 2022 belegte sie bei den Afrikameisterschaften in Port Louis mit 51,15 m den fünften Platz.
2019 wurde Kara nigerianische Meisterin im Diskuswurf.

## Persönliche Bestleistungen
- Kugelstoßen: 15,03 m, 26. März 2022 in Phoenix
- Diskuswurf: 56,51 m, 21. Mai 2022 in Hutchinson